# Campeonato Mundial Femenino de Ajedrez 1935
El 6º Campeonato mundial femenino de ajedrez (5º bajo la aprobación de la FIDE) tuvo lugar durante las 6º Olimpiadas de Ajedrez de 1935 en Varsovia. La campeona de este torneo fue Vera Menchik, quien defendió su título en un torneo todos contra todos.

## Resultados
| #  | Player             | 1 | 2 | 3 | 4 | 5 | 6 | 7 | 8 | 9 | 10 | Points |
| -- | ------------------ | - | - | - | - | - | - | - | - | - | -- | ------ |
| 1  | Vera Menchik       | - | 1 | 1 | 1 | 1 | 1 | 1 | 1 | 1 | 1  | 9      |
| 2  | Regina Gerlecka    | 0 | - | ½ | ½ | 1 | 1 | 1 | ½ | 1 | 1  | 6½     |
| 3  | Gisela Harum       | 0 | ½ | - | ½ | 1 | 1 | 1 | 1 | 0 | 1  | 6      |
| 4  | Olga Menchik       | 0 | ½ | ½ | - | ½ | ½ | ½ | 1 | 1 | 1  | 5½     |
| 5  | Helen Thierry      | 0 | 0 | 0 | ½ | - | 1 | 1 | ½ | 1 | 1  | 5      |
| 6  | Edith Holloway     | 0 | 0 | 0 | ½ | 0 | - | 1 | 0 | 1 | 1  | 3½     |
| 7  | Róża Herman        | 0 | 0 | 0 | ½ | 0 | 0 | - | 1 | 1 | 1  | 3½     |
| 8  | Carthy Skjönsberg  | 0 | ½ | 0 | 0 | ½ | 1 | 0 | - | 1 | 0  | 3      |
| 9  | Natalia Kowalska   | 0 | 0 | 1 | 0 | 0 | 0 | 0 | 0 | - | ½  | 1½     |
| 10 | A. M. S. O'Shannon | 0 | 0 | 0 | 0 | 0 | 0 | 0 | 1 | ½ | -  | 1½     |